# Кепе (мифология)
Кепе́, также встречается написание Кебе́ (чув. Кепе, Кӗпе, Тепе, Тӗпе) — в традиционных чувашских верованиях богиня Голубого Неба, занимающая второе место в иерархии богов, супруга верховного бога Турӑ. Посредник между верхним и нижним мирами, богом и людьми, посланник Турă. Жилищем Кепе считается мировое древо (мировая гора). В её непосредственном подчинении находится Пӳлĕхçĕ, который по велению Кепе определяет судьбы людей. В мифах Турă, Кепе и прислуживающий им Пӳлĕхçĕ управляют природой, людьми и их жизнью. По представлениям чувашей, они всесильны. Против них, принося человеку вред, ведут борьбу злые духи и божества. Функции, наделяемые Кепе и матери бога, совпадают.
Согласно мифологии, Турă по велению Кепе записывает имена новорождённых и определяет их судьбу. От его благосклонности зависят успехи и неудачи человека, плодородие полей и благоприятная погода. Во время первого снега в честь Кепе приносили в жертву гуся или барана, а также готовили пиво, кашу и лепёшки. В этот день родственники собирались вместе, чтобы отметить начало зимних холодов. Во время празднования проводили обряд кепене хурпа чӳк туни (Ашмарин, 1994, с. 190). Жертвенного гуся резали, обращаясь на восток с молитвой: «Çӗр-шу тытан Кепе, çырлах» (Государство держащее Кепе, помилуй). Старики говорили: «Анне-кепе, унпа пул вӑрçма хушмаст» (с матерью Кепе ссориться нельзя) (Ашмарин, 1994, с. 189).
Мужская и женская рубаха кӗпе в чувашской космогонии символизировала защиту народа и страны. Кепе также называли косой крест в круге (или без него), который рисовали мелом на дверях. На Кавказе такой символ известен как «хороший крест». В честь Кепе названа гора Кепе ту в селе Большое Карачкино Моргаушского района.
Древнейший культ Кепе христианство освоило в рамках своей новой идеологии. С этой целью была придумана церковная легенда о том, что в 910 году во время всенощной во Влахернской церкви в Константинополе некоему блаженному Андрею было видение, как будто Богоматерь простерла покров. Это и явилось поводом для объявления нового праздника, удивительным образом совпадающего с более древним. Сегодня православие подменяет Кепе «главой ангелов».

## Этимология
Капа - по-персидски "халат, покров".  Ашмарин и Месарош выводили его из араб. الكعبة‎ (Кааба), а протоиерей Евфимий Малов считал, что оно происходит от еврейского кокаб (звезда). Часть других исследователей (Рясянен, Федотов) возводили чувашское кепе к финно-угорскому корню кава (небо). Наиболее вероятная этимология Кепа (Хепа, Хепат) субарарейско-хуритто-уруртсоке божество. Кēпе - На иврите ед. ч. ивр. כִּיפָּה  слово «кипа»  означает «покрытие» или «купол».
Среди всех возможных вариантов только арабское слово "када" (قضاء), означающее "судьба" или "предопределение", имеет как звуковое сходство с чувашским "кепе", так и прямую связь с понятием судьбы. Другие слова, хотя и похожи по звучанию, не связаны с этим значением, что делает арабское происхождение наиболее вероятной версией.